# لياندرو كوفري
لياندرو كوفري (بالإسبانية: Leandro Cufré)‏ (مواليد 9 مايو 1978) هو لاعب كرة قدم. يلعب مع منتخب الأرجنتين لكرة القدم. سبق له أن لعب في كأس العالم لكرة القدم مع منتخب بلاده.

## مسيرته الكروية
لعب لياندرو كوفري خلال مسيرته الاحترافية مع 8 أندية في اثنين وعشرين موسمًا وسجل خلالها 10 أهداف ضمن 442 مباراة. حيث فاز في موسمين بالكأس وفي ثلاثة مواسم بالدوري.
خاض لياندرو كوفري مسيرته مع نادي جيمناسيا لابلاتا في موسم 1996–97 ليلعب معه ستة مواسم، مشاركًا في 132 مباراة سجل خلالها 4 أهداف. ثم انتقل إلى نادي روما في موسم 2001–02 في المرة الأولى ولمدة موسمين ثم في موسم 2004–05 ولمدة موسمين، حيث شارك طوالها في 68 مباراة سجل خلالها هدفًا واحدًا. لينتقل بعدها إلى نادي سيينا في موسم 2003–04 لمدة موسم واحد، مشاركًا في 31 مباراة ولم يسجل أي هدف. ثم انتقل إلى نادي موناكو في موسم 2006–07 واستمر معه طيلة ثلاثة مواسم، مشاركًا في 60 مباراة سجل خلالها 4 أهداف. هذا وانتقل لاحقًا إلى SG Gesundbrunnen Berlin ‏ في موسم 2008–09 لمدة موسم واحد، مشاركًا في 5 مباريات ولم يسجل أي هدف. ثم انتقل بعدها إلى نادي دينامو زغرب في موسم 2009–10 واستمر معه طيلة ثلاثة مواسم، مشاركًا في 54 مباراة ولم يسجل أي هدف أيضًا. ليعود وينتقل من جديد، لكن هذه المرة إلى نادي أطلس في موسم 2011–12 واستمر معه طيلة ثلاثة مواسم، مشاركًا في 70 مباراة سجل خلالها هدفًا واحدًا. لينتقل بعدها إلى نادي جامعة غوادالاخارا في موسم 2014–15 لمدة موسم واحد، مشاركًا في 22 مباراة ولم يسجل أي هدف.

## روابط خارجية
- لياندرو كوفري على موقع الاتحاد الدولي (مؤرشف)  (الإنجليزية)
- لياندرو كوفري على موقع رابطة كرة القدم الفرنسية للمحترفين (الإنجليزية)
- لياندرو كوفري على موقع قاعدة بيانات كرة القدم.إي يو (الإنجليزية)
- لياندرو كوفري على موقع ناشيونال فوتبول تيمز (الإنجليزية)
- لياندرو كوفري على موقع Soccerway.com (الإنجليزية)